# Almaqah
Almaqah (altsüdarabisch ʾlmqh(w), rekonstruiert Almaqāh(ū), oder Ilmuqāh, DMG ʾAlmaqāh(ū) /ʾIlmuqāh) war der sabäische Reichsgott, der nicht nur im Kernland Saba verehrt wurde, sondern auch im Reich Da’amot im heutigen Eritrea und im Norden von Äthiopien. Der Beiname „Stier des Herrenlandes“ zeigt, dass er außerdem für das von Natur aus fruchtbare Land zuständig war. In der Frühzeit repräsentierte er gemeinsam mit dem Mukarrib und dem Stamm Saba den sabäischen Staat. Obwohl er in Saba eine zentrale Rolle spielte, wurde er in Götteranrufungen immer nach Athtar genannt. Ihm werden die Symbole „Stier“ und „Keule“ (Totschläger) zugeordnet. In der Forschung galt Almaqah zunächst als Mondgott, heute wird er mehrheitlich für einen Sonnengott gehalten.
Sein bedeutendster Tempel war der Awwam in der sabäischen Hauptstadt Marib, weitere bedeutende Tempel befanden sich in Naschq, nach Unterwerfung in Naschān, am Dschabal Laudh, in Sirwah und in al-Masadschid. In Tigray im nördlichen Äthiopien war ihm insbesondere der Große Tempel von Yeha, dem politischen Zentrum von Da’amot, gewidmet. 